# Rejon Yevlax
Rejon Yevlax (azer. Yevlax rayonu) – rejon w północnym Azerbejdżanie. Otacza miasta wydzielone Yevlax i Mingeczaur (Mingaçevir).